# Campionati del mondo di ciclocross - Staffetta mista a squadre
La staffetta mista a squadre è una delle prove disputate durante i campionati del mondo di ciclocross. Riservata a squadre nazionali formate da 3 uomini e 3 donne (due per ciascuna categoria, Elite, Under-23 e Junior, sostituibili da ciclisti della categoria inferiore), si è tenuta per la prima volta nel 2023. Nel 2022 si era disputata una gara di prova, con squadre formate da 2 uomini e 2 donne.

## Albo d'oro
Aggiornato all'edizione 2024.
| Anno | Vincitrice                                                                                                  | Seconda                                                                                            | Terza |
| ---- | --- | -------------------------------------------------------------------------------------------------- | --- |
| 2022 | Italia Lucia Bramati Samuele Leone Silvia Persico Davide Toneatti                                           | Stati Uniti Eric Brunner Katie Clouse Scott Funston Clara Honsinger                                | Belgio Kiona Crabbé Alicia Franck Daan Soete Niels Vandeputte                                                |
| 2023 | Paesi Bassi Leonie Bentveld Tibor Del Grosso Guus van den Eijnden Fem van Empel Ryan Kamp Lauren Molengraaf | Gran Bretagna Zoe Bäckstedt Joseph Blackmore Cat Ferguson Alfie Amey Anna Kay Thomas Mein          | Belgio Julie Brouwers Antoine Jamin Marion Norbert-Riberolle Laurens Sweeck Xaydee Van Sinaey Joran Wyseure  |
| 2024 | Francia Hélène Clauzel Lauriane Duraffourg Célia Gery Martin Groslambert Rémi Lelandais Aubin Sparfel       | Gran Bretagna Oscar Amey Zoe Bäckstedt Corran Carrick-Anderson Cat Ferguson Anna Kay Cameron Mason | Belgio Julie Brouwers Sanne Cant Shanyl De Schoesitter Ward Huybs Arthur Van Den Boer Michael Vanthourenhout |

## Medagliere
| Pos.   | Nazione       | Oro | Argento | Bronzo | Totale |
| ------ | ------------- | --- | ------- | ------ | ------ |
| 1      | Francia       | 1   | 0       | 0      | 1      |
| 1      | Paesi Bassi   | 1   | 0       | 0      | 1      |
| 3      | Gran Bretagna | 0   | 2       | 0      | 2      |
| 4      | Belgio        | 0   | 0       | 2      | 2      |
| Totale | Totale        | 2   | 2       | 2      | 6      |